# Diemaco LSW

Le Diemaco LSW est la version fusil-mitrailleur à canon lourd et bipied léger du Fusil d'assaut C7A1. Son équivalent US, basé sur les M16A1/A2/A3  est le Colt Automatic Rifle.

## Pourquoi LSW?
LSW signifie en langue anglaise Light Support Weapon soit Arme légère d'appui car ce F-M léger est destiné à l'appui immédiat d'une section d'infanterie. Le LSW est utilisé souvent conjointement avec la Mitrailleuse légère C9A2